# Fabrizio Catalano
Fabrizio Catalano (Palermo, 14 ottobre 1975) è un regista e drammaturgo italiano.

## Biografia
Formatosi presso il Centro Sperimentale di Cinematografia, dopo aver diretto diversi documentari e cortometraggi, si è dedicato prevalentemente al teatro, riscuotendo un notevole successo di pubblico e di critica con alcuni spettacoli spesso tratti dalle opere del nonno Leonardo Sciascia, e comunque fortemente critici verso le derive della società contemporanea. È stato per tre anni direttore artistico del Teatro Regina Margherita di Racalmuto. È anche autore di tre romanzi (Una goccia d’ambra nella neve, La profanazione del pudore, Le viole dagli occhi chiusi), di altrettanti saggi (L’immaginario rubato, Il tenace concetto, Sciascia e il cinema), di numerosi articoli e brevi monografie. Si è a lungo occupato di Simbolismo e ha tradotto dal francese liriche e testi teatrali di autori belgi e francesi (l'ultimo, La canzone di Eva di Charles Van Lerberghe). Negli ultimi anni è tornato al cinema, girando in Bolivia il pamphlet audiovisivo Irregular, sul possibile ritorno della società matriarcale, e, nella Patagonia argentina, il cortometraggio Astral Medusas.

## Teatro
- Il giorno della civetta (2004 - 2007), spettacolo ispirato all'omonimo romanzo di Leonardo Sciascia
- Todo modo (2008 - 2009), spettacolo ispirato all'omonimo romanzo di Leonardo Sciascia
- Amore intorno al vuoto (2012)
- Il giorno della civetta (2010 - 2013), spettacolo ispirato all'omonimo romanzo di Leonardo Sciascia
- A ciascuno il suo (2013 - 2014), spettacolo ispirato all'omonimo romanzo di Leonardo Sciascia
- Dannata bellezza (2017), spettacolo di prosa e danza, ispirato dalla vita e dalle opere di Oscar Wilde
- Il potere è altrove (2017 - 2025), recital
- La scomparsa di Majorana (2019 - 2025), spettacolo ispirato all'omonimo romanzo di Leonardo Sciascia
- Una conversazione (im)possibile (2021 - 2025), recital
- Venere in pelliccia (2022)
- Todo modo (2023 - 2025), spettacolo ispirato all'omonimo romanzo di Leonardo Sciascia

## Filmografia
- Il Paese dei Neri (2002), documentario
- Amal (2002), reportage sulla comunità tunisina di Mazara del Vallo, presentato all'Istituto Italiano di Cultura a Parigi durante la Semaine des cultures étrangères
- Come la civetta quando di giorno compare (2007), documentario-inchiesta, vincitore del Premio Imaie nel 2009
- Wanted Sartana (2011), documentario sul western all'italiana
- Irregular (2022), docufiction girata in Bolivia e dedicata al matriarcato, scritta e prodotta con Fátima Lazarte[10]
- Astral Medusas (2024), cortometraggio girato nella Patagonia argentina